# Малый Сом
Малый Сом — река в России, протекает в Соликамском районе Пермского края. Устье реки находится в 203 км по правому берегу реки Глухая Вильва. Длина реки составляет 10 км.
Исток реки в отрогах Северного Урала в урочище Булычёво возле нежилой деревни Полом и в 15 км к юго-востоку от посёлка Сим. Река течёт на юг по ненаселённой местности, среди холмов, покрытых елово-берёзовой тайгой.

## Данные водного реестра
По данным государственного водного реестра России относится к Камскому бассейновому округу, водохозяйственный участок реки — Кама от водомерного поста у села Бондюг до города Березники, речной подбассейн реки — бассейны притоков Камы до впадения Белой. Речной бассейн реки — Кама.
По данным геоинформационной системы водохозяйственного районирования территории РФ, подготовленной Федеральным агентством водных ресурсов:
- Код водного объекта в государственном водном реестре — 10010100212111100005355
- Код по гидрологической изученности (ГИ) — 111100535
- Код бассейна — 10.01.01.002
- Номер тома по ГИ — 11
- Выпуск по ГИ — 1